# Dante Cappelli
Dante Cappelli (Velletri, 6 de enero de 1866 – Roma, 12 de mayo de 1948) fue un actor y director italiano de teatro y cine.

## Biografía
Hijo de Enrico, popular actor teatral boloñés de mitad del siglo XIX, en 1905 constituyó una compañía teatral junto con Eleuterio Rodolfi. En 1907 dirigió el Teatro Estable de Roma con Ferruccio Garavaglia. A continuación pasó a las compañías de Italia Vitaliani, Emma Gramatica, nuevamente con Garavaglia, y en la de Ugo Farulli.
Activo en el cine mudo de 1909 a 1928, rodó casi 70 películas, generalmente  en papeles secundarios, y trabajó para numerosas casas de producción como la Ambrosio Film, la Cines, la Film d'Arte Italiana, la Gloria Films, la alemana Universum Film y otras menores. Entre 1921 y 1922 dirigió cinco películas, una de las cuales, Lo strano viaggio di Pin-Popò de la turinesa Piemonte Film tuvo como protagonista a su hijo Franco, nacido de su unión con la actriz Daisy Ferrero.
En 1937 tuvo un pequeño papel en la película I due barbieri de Duilio Coletti.

## Prosa radiofónica
- Il testimone silenzioso, tragedia con Alessandro Ruffini, Laura Adani, Romano Caló, Italo Pirani, Dante Cappelli, Olinto Cristina, Tino Blancos, dirigida por Romano Caló, retransmitida el 26 de febrero de 1933.

## Filmografía parcial

### Actor
- Carmen, dirigida por Gerolamo Lo Savio (1909)
- La signora delle camelie, dirigida por Ugo Falena (1909)
- Macbeth, dirigida por Mario Caserini (1909)
- Marco Visconti, dirigida por Mario Caserini (1909)
- Amleto, dirigida por Mario Caserini (1910)
- Giovanni dalle Bande Nere, dirigida por Mario Caserini (1910)
- Alma perversa, dirigida por Alberto De los Abbati (1913)
- Ma l'amor mio non muore, dirida por Mario Caserini (1913)
- Matrimonio segreto, dirigida por Camillo De Riso (1913)
- Colei che tutto soffre, dirigida por Amleto Palermi (1914)
- Extra-dry: Carnevale 1910 - Carnevale 1913, dirigida por Piero Calza-Bini (1914)
- El cofanetto dei milione, dirigida por Piero Media Bini (1914)
- L'abete fulminato, dirigida por Giuseppe Pinto (1914)
- Pagine sparse, dirigida por Giuseppe De Liguoro (1914)
- Beffa di Satana, dirigida por Telemaco Ruggeri (1915)
- Il piccolo protettore, dirigida por Camillo De Reído (1915)
- Il vampiro, dirigida por Vittorio Rossi Pianelli (1915)
- La maschera folle, dirigida por Leopoldo Carlucci (1915)
- Un dramma tra le belve, dirigida por Amleto Palermi (1915)
- Amore che uccide, dirigida por Mario Caserini (1916)
- In mano al destino, dirigida por Mario Caserini (1916)
- Somiglianza funesta, dirigida por Telemaco Ruggeri (1916)
- Al di là della fede, dirigida por Attilio De Virgiliis (1917)
- Noblesse oblige, dirigida por Marcello Dudovich (1918)
- Cuori e caste, dirigida por Paolo Trinchera (1919)
- Dopo il perdono, dirigida por Ugo De Simone (1919)
- El medico dele pazze, dirigida por Mario Roncoroni (1919)
- Biribì, il piccolo poliziotto torinese, dirigida por Giovanni Pezzinga (1920)
- Non vendo mia figlia!, dirigida por Nicola Fausto Neroni (1920)
- I vagabondi dell'amore, dirigida por Ubaldo Pittei (1921)
- Il delitto del commendatore, dirigida por Amedeo Mustacchi (1921)
- Francesca da Rimini, dirigida por Mario Volpe (1922)
- Tragedia di bambola, dirigida por Giuseppe Forti (1922)
- La maschera che ride, dirigida por Giuseppe Forti (1923)

### Director
- Il giro del mondo di un birichino de Parigi (1921) - codirigida con Luigi Maggi e interpretación
- Le scogliere della morte (1921)
- Il romanzo del diavolo (1922)
- Lo scoiattolo del mare (1922)
- Lo strano viaggio di Pin-Popò (1922)